# Marieke van Schijndel
Marieke van Schijndel (Veghel, 1975) is een Nederlandse bedrijfskundige en theaterwetenschapper. Sinds 1 november 2023 is zij directeur-bestuurder van Vfonds. Van 2010 tot 2023 was zij directeur-bestuurder van Museum Catharijneconvent.

## Loopbaan
Na een studie Theaterwetenschap en Kunstbeleid en -management aan de Universiteit van Utrecht en de Universiteit van Wisconsin in Madison begon Van Schijndel in 1998 als wetenschappelijk medewerker bij de Hogeschool voor de Kunsten Utrecht. Na een jaar ging zij werken als beleidsmedewerker bij het Ministerie van OCW, eerst als rijkstrainee en daarna als beleidsmedewerker beeldende kunst. In 2001 vertrok zij naar Canada voor een Master of Business Administation (MBA) aan Concordia University in Montréal. Zij specialiseerde zich in accounting en finance en rondde deze studie cum laude en als valedictorian af.
In 2003 keerde zij terug naar Nederland en ging als directiesecretaris aan de slag bij de Mondriaan Stichting, een voorloper van het huidige Mondriaan Fonds. Na een aantal jaar werd zij adjunct-directeur. In 2010 werd zij directeur-bestuurder van Museum Catharijneconvent. In 2023 werd zij directeur-bestuurder van vfonds.
Van Schijndel was tevens toezichthouder bij de Hogeschool voor de Kunsten, het Restauratiefonds en het K.F. Hein Fonds Monumenten.
In 2023 ontving zij zowel de Maartenspenning van de stad Utrecht voor haar verdiensten op cultureel gebied als de Spaanprijs vanwege haar vermogen om het religieuze erfgoed te verbinden met de cultuur en mensen van deze seculiere tijd.

### Publicaties
- Lefgozer Franciscus als voorbeeld, in: Bilderbergconferentiebundel Veerkracht, 2016
- Met Joost Smiers, Adieu Auteursrecht, 2009
- Met Joost Smiers, Ruimte aan Verscheidenheid. Kunst en Kunstonderwijs in lokaal en mondiaal perspectief, 1999

- Biblioteca Nacional de España: XX4788169
- Bibliothèque nationale de France: cb16525613g (data)
- Catàleg d'autoritats de noms i títols de Catalunya: 981058508609306706
- Gemeinsame Normdatei: 1023645939
- International Standard Name Identifier: 0000 0001 2352 4753
- Library of Congress Control Number: no2002031496
- Nederlandse Thesaurus van Auteursnamen: 183010957
- Système universitaire de documentation: 15528990X
- Virtual International Authority File: 173385219
- WorldCat: E39PCjvdv7WhBC3c9MXrCTJQ7b